# Art the Clown
Art the Clown è un personaggio immaginario del franchise Terrifier e dei media correlati creato da Damien Leone. È apparso per la prima volta nei cortometraggi The 9th Circle (2008) e Terrifier (2011), per poi fare il suo debutto cinematografico in All Hallows' Eve (2013). In queste prime apparizioni è stato interpretato dall'attore Mike Giannelli, mentre nella serie di film di Terrifier, è interpretato da David Howard Thornton.

## Biografia del personaggio

### Cortometraggi
Il personaggio ha fatto il suo debutto nel cortometraggio The 9th Circle (2008), che segue la sua ricerca di una giovane donna di nome Casey (Kayla Lian) in una stazione ferroviaria vuota nella notte di Halloween. Art rapisce Casey e la porta a un culto satanico per sacrificarla.
La seconda apparizione di Art è stata nel cortometraggio Terrifier (2011), dove insegue e tormenta una giovane donna che assiste a uno dei suoi omicidi in una stazione di servizio.

### Debutto sul grande schermo
Il personaggio ha fatto il suo debutto cinematografico in All Hallows' Eve (2013), che incorpora i due cortometraggi precedenti come segmenti su nastri VHS che la protagonista del film Sarah (Katie Maguire) guarda con i bambini a cui fa da babysitter nella notte di Halloween. Art entra poi nel mondo reale e uccide i bambini che vengono trovati da Sarah.

### Terrifier(2016)
La seconda apparizione di Art in un lungometraggio è stata nel film slasher Terrifier (2016). Qui, Art abita nella fittizia contea di Miles e insegue la festaiola Tara Heyes e la sua amica Dawn. Dopo aver imbrattato il bagno di un bar con escrementi, uccide il barista e rapisce le due amiche. In un magazzino Art dimostra subito quanto è sadico uccidendo Dawn legandola nuda a una trave e tagliandola a metà. Successivamente uccide anche Tara e poi la scortica per ingannare sua sorella Victoria, accorsa ad aiutare. Art ruba la presunta figlia (una bambola) di una donna che viveva nel magazzino e lei cerca di calmare la furia omicida del clown, alla fine Art finisce per indossare i seni della donna. Art prende di mira Victoria e, una volta raggiuntala, finisce per investirla con un camioncino e mangiarle metà della faccia, lasciandola sfigurata. Prima che riesca a ucciderla, viene circondato dalla polizia e si suicida. Tuttavia, nel reparto medico, Art si risveglia e uccide il dottore.

### Terrifier 2(2022)
In Terrifier 2 (2022), un'entità sinistra conosciuta come Little Pale Girl resuscita Art e lo accompagna nella sua ricerca di Sienna Shaw e di suo fratello minore. Il loro padre, un artista morto per un tumore al cervello, ha immaginato Art e le sue vittime nei suoi schizzi prima che accadessero; ha anche disegnato Sienna come un'eroina vestita da angelo guerriera destinata a sconfiggere Art e le ha dato una spada prima della sua morte. Sienna ha realizzato un costume di Halloween basato sugli schizzi di suo padre e si trova a che fare con Art da subito. Il killer uccide con estrema brutalità tutti i suoi amici e sua madre e poco dopo cerca di divorare persino il fratello Jonathan, ma Sienna accorre combatte contro Art in un Luna Park abbandonato, e riesce infine a decapitarlo con la spada di suo padre. Art viene però riportato in vita dopo che Victoria, che si trova in un ospedale psichiatrico dopo essere impazzita, dà alla luce la sua testa.

### Terrifier 3(2024)
Dopo essere sopravvissuti alla furia omicida di Art the Clown, Sienna e il fratello Jonathan tentano di ricostruire la propria vita e godersi il Natale. Lo spietato clown però è vivo, resuscitato dal demone che lo ha contagiato, e fugge insieme a Victoria ibernandosi per cinque anni in una casa. Dopo essere stato liberato, durante le vacanze di Natale, inizia a massacrare coloro che si godono le vacanze, persino bambini, e ovviamente gli amici dei protagonisti, come i fidanzati Mia e Cole, quest'ultimo compagno di stanza di Jonathan, mutilati violentemente in una doccia mentre consumavano un rapporto sessuale. Art arriva nella casa degli zii di Sienna e, dopo averla colpita, lui e Victoria la fanno assistere alle morti brutali degli zii, per poi cercare di uccidere anche la cugina Gabbie. Tuttavia Sienna si libera, uccide Victoria e inchioda Art al muro, ma una voragine si apre verso l’inferno e inghiotte Gabbie. Art riesce a fuggire su un autobus, promettendo di tornare al più presto.

## Caratterizzazione

### Personalità
Art, oltre ad essere un clown, è anche un mimo; di conseguenza non parla mai in nessun momento.
Le più importanti caratteristiche del personaggio sono la sua mimica e le sue espressioni facciali, che danno ad Art una personalità sia inquietante che ironica.
A differenza di tanti altri killer e personaggi horror che presentano un'arma ed un modo di uccidere ben preciso, Art utilizza sempre modi particolari e sadici per uccidere le proprie vittime, oltre all'utilizzo di qualunque arma possibile.

### Poteri e abilità
Art the Clown, all'inizio, pare sia un semplice essere umano, fisicamente forte, ma mentre inizia la sua carneficina viene man mano posseduto dalla demone Little Pale Girl che gli conferisce svariati poteri, tra cui una resistenza fisica sovrumana, in grado di sopravvivere a svariate coltellate, alla resurrezione e soprattutto è in grado di mantenere in vita le sue vittime "possedendole" per far loro sentire il maggior dolore possibile. Art the Clown si differenzia da altri serial killer per la brutalità estrema e ricercata delle sue uccisioni, dal momento che non uccide semplicemente accoltellando, ma per la maggior parte delle volte mutilando, squartando e sbudellando le vittime, sfruttando al massimo il potere concessogli dal demone. Ad esempio, nel secondo capitolo, uccide una delle amiche di Sienna, Allie, strappandole tutta la pelle dal corpo, compreso il viso, e le due braccia e nonostante questo Allie era ancora viva a causa del potere di Art, sebbene sarebbe dovuta morire anche solo per lo shock alla prima coltellata.
Rispetto ai celebri villains degli slasher come Freddy Krueger, Jason Voorhees o Michael Myers, Art utilizza anche armi da fuoco, soprattutto durante le colluttazioni con le sue vittime.

## Accoglienza
In una recensione positiva per la rivista Starburst, Sol Harris ha scritto "Art è un cattivo davvero enigmatico e memorabile. Spesso vira nel territorio dell'essere genuinamente spiacevole da guardare, il che lo fa sentire in qualche modo separato dalla scuderia di icone dell'orrore come Freddy Krueger e Chucky. Un riconoscimento speciale dovrebbe essere dato a David Howard Thornton per un'interpretazione davvero meravigliosa e che si colloca facilmente alla pari con artisti del calibro di Tim Curry e Bill Skarsgård, interpreti del personaggio di Pennywise il Clown." In una recensione meno entusiasta, il blog Film School Rejects ha elogiato il ritratto di Thornton e l'uso del linguaggio del corpo, ma ha stroncato Art considerando il personaggio un misogino con un profondo odio per le donne.

## Altri media
È in uscita nel 2025 un gioco basato su di lui, dal titolo Terrifier: the ARTcade Game. È inoltre presente come personaggio giocabile nello sparatutto Call of Duty, dall'autunno 2024.